# Ritter Jamal – Eine schwarze Komödie
Ritter Jamal – Eine schwarze Komödie (Originaltitel: Black Knight) ist eine US-amerikanische Filmkomödie von Regisseur Gil Junger aus dem Jahr 2001. Der Film behandelt frei die Geschichte Ein Yankee am Hofe des Königs Artus von Mark Twain.

## Handlung
Jamal Walker ist Wächter in dem dem Mittelalter gewidmeten Themenpark „Medieval World“. Der Park muss sich gegen die Konkurrenz seitens „Castle World“ behaupten.
Walker findet ein altes Medaillon und wird in das Jahr 1328 nach England versetzt. Dabei glaubt er zunächst, er wäre zum Konkurrenzpark gelangt, und bestaunt die scheinbar „realistischen Nachbildungen“ dort, bis ihm der wirkliche Sachverhalt bewusst wird. Die Einheimischen glauben, er sei ein Mohr aus der Normandie, der als Botschafter an den Hof des Königs kam. Als „Sir Skywalker“ wird er dem König vorgestellt und bald zu dessen Sicherheitsberater.
Walker findet heraus, dass der König die frühere Königin absetzte. In dem alten Ritter Knolte, der an einem Alkoholproblem leidet, findet er einen Freund, mit dem er gegen den bösen König kämpft. Er beschließt, die Königin wieder an die Macht zu bringen, und tritt schließlich als „Schwarzer Ritter“ in Erscheinung.
Inzwischen reißt der Sheriff die Macht an sich und schleudert den König in den Burggraben. Zwischen Jamal und dem Sheriff kommt es zum Duell, das Jamal dank der Hilfe Knoltes für sich entscheiden kann. Die Königin schlägt Jamal zum Ritter, der aber schon während der Zeremonie wieder ins Jahr 2001 zurückkehrt. Ob Traum oder nicht, Jamal besitzt immer noch das Medaillon.
Jamal gibt der Besitzerin von „Medieval World“ neue Ideen und kurz darauf wird aus dem bankrotten Vergnügungspark ein beliebter Freizeitpark, in dem Kinder spielen und toben können. Erfreut findet Jamal seine Liebe aus dem Mittelalter in einer modernen Frau wieder. Als Jamal ihr folgt und ihre Telefonnummer von ihr haben möchte, stürzt er in den Burggraben von „Medieval World“ und erwacht im Kolosseum des alten Rom wieder, wo man die Löwen auf ihn hetzt. In der letzten Szene rennt Jamal schreiend vor den Tieren davon.

## Kritiken
Das Lexikon des internationalen Films bezeichnete Ritter Jamal – Eine schwarze Komödie als „[e]benso lust- wie belanglose Klamotte“, in der man die Romanvorlage von Mark Twain kaum erkennen könne. „Selbst die nächstliegende Komik wird zugunsten einer simplen Plot-Schematik verschenkt.“ Kevin Thomas schrieb in der Los Angeles Times (21. November 2001), die Komödie sei „energiebeladen“ und „auf Martin Lawrence zugeschnitten“. Der Regisseur, die Drehbuchautoren und Lawrence hätten sich bemüht, damit das Ergebnis flott und einfach wirke.
Herausgekommen sei laut BR-online ein „lahmer Film“ und ein „Zeitreisen-Abenteuer, das in den 80ern vielleicht angemacht hätte“. Über die „vorhersehbar[e] […] Handlung scheint zudem nur das mäßig talentierte Ensemble überrascht“, für den Zuschauer sei sie „banal“. Zudem stelle sich die Frage, „was an der billigen Burggraben-Story schwarz sein soll“.

## Ausstrahlung in Deutschland
Ritter Jamal – Eine schwarze Komödie wurde in deutscher Free-TV-Premiere am 19. März 2005 um 20:15 Uhr auf ProSieben ausgestrahlt. Den Film sahen insgesamt 2,74 Millionen Zuschauer bei einem Marktanteil von 8,4 Prozent. In der werberelevanten Zielgruppe der 14- bis 49-Jährigen sahen 2,02 Millionen bei einem Marktanteil von 16,0 Prozent zu.

## Auszeichnungen
Die Komödie wurde 2002 in der Kategorie Bester Tonschnitt für den Golden Reel Award nominiert.

## Sonstiges
- Die in North Carolina gedrehte Komödie kostete etwa 50 Millionen Dollar. Sie spielte in den US-Kinos etwa 33,4 Millionen Dollar ein.
- Im Film erscheint immer wieder die Flagge Ungarns; welche Bedeutung sie im Film besitzt, wird nicht thematisiert.
- Das Medaillon, das Jamal im Burggraben findet, ist das gleiche wie das, das Kevin Costner als Robin Hood im Film Robin Hood – König der Diebe trägt.
- Der Film verwendet immer wieder Slapstick-Einlagen, als Anspielung auf Filme mit Eddie Murphy.